# النا آنایا
النا آنایا (به اسپانیایی: Elena Anaya) بازیگر اسپانیایی است که سابقه حرفه‌ایش به سال ۱۹۹۵ میلادی برمی‌گردد. وی در فیلم پوستی که در آن زندگی می‌کنم به کارگردانی پدرو آلمودوار در کنار آنتونیو باندراس به ایفای نقش پرداخت. از دیگر فیلم‌هایی که وی در آنها نقش داشته‌است می‌توان به لوسیا و سکس، ایه‌رو، اجلاس سران، آلاتریست، وسوسه‌ام نکن، در سرزمین زنان، وقت قاهره، ماهی مرده، اتاق در رم، نفوذی، زن شگفت‌انگیز و  جشنواره ریفکین اشاره کرد.

## زندگی شخصی
النا در اسپانیا زاده شد. وی دختر یک مهندس و یک زن خانه‌دار است. از سه فرزند خانواده، النا جوان‌ترین آنهاست. وی یک همجنسگراست و در سال ۲۰۰۸ میلادی با زوج خود ازدواج کرد.

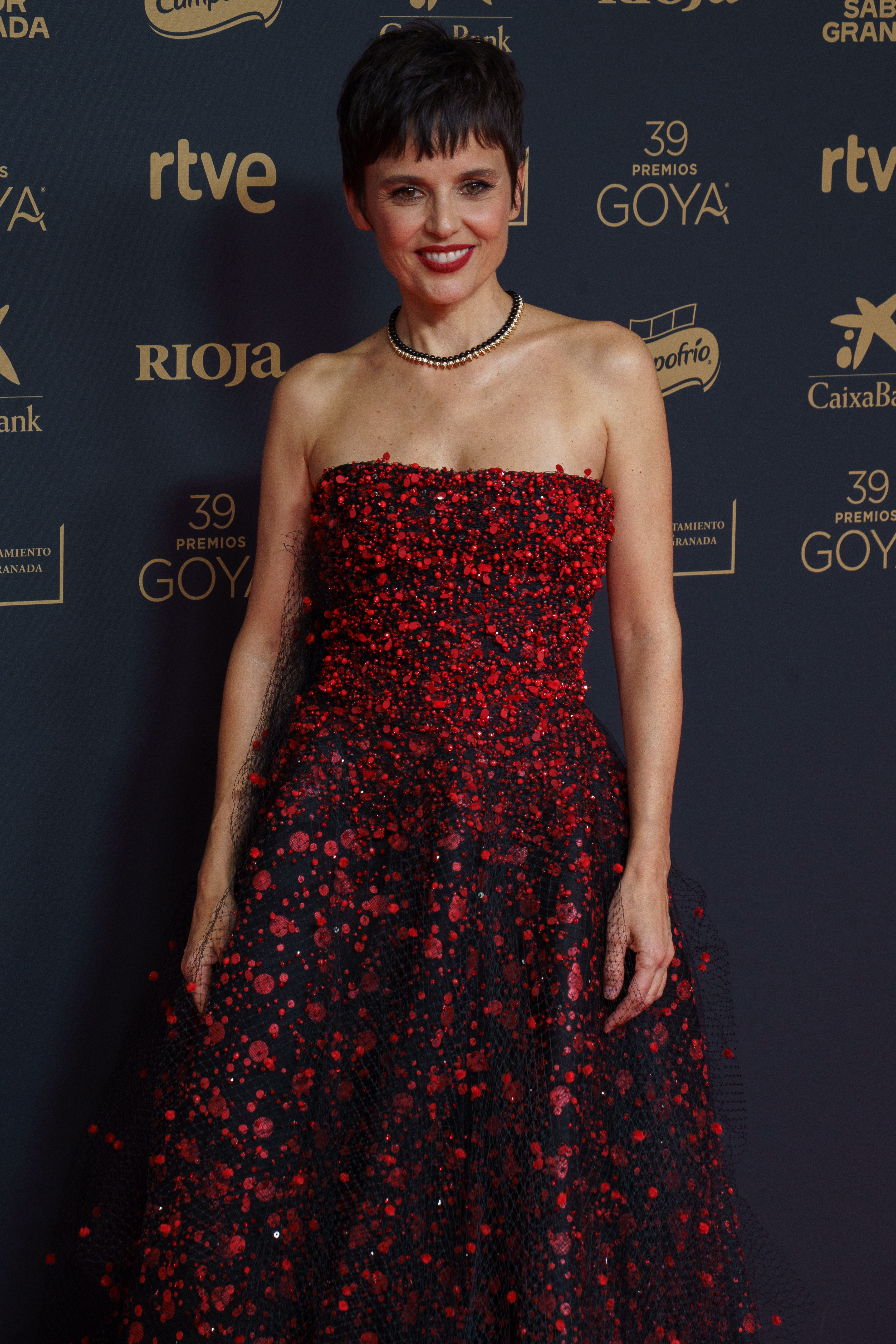
النا آنایا در مراسم جوایز گویا در سال ۲۰۲۵

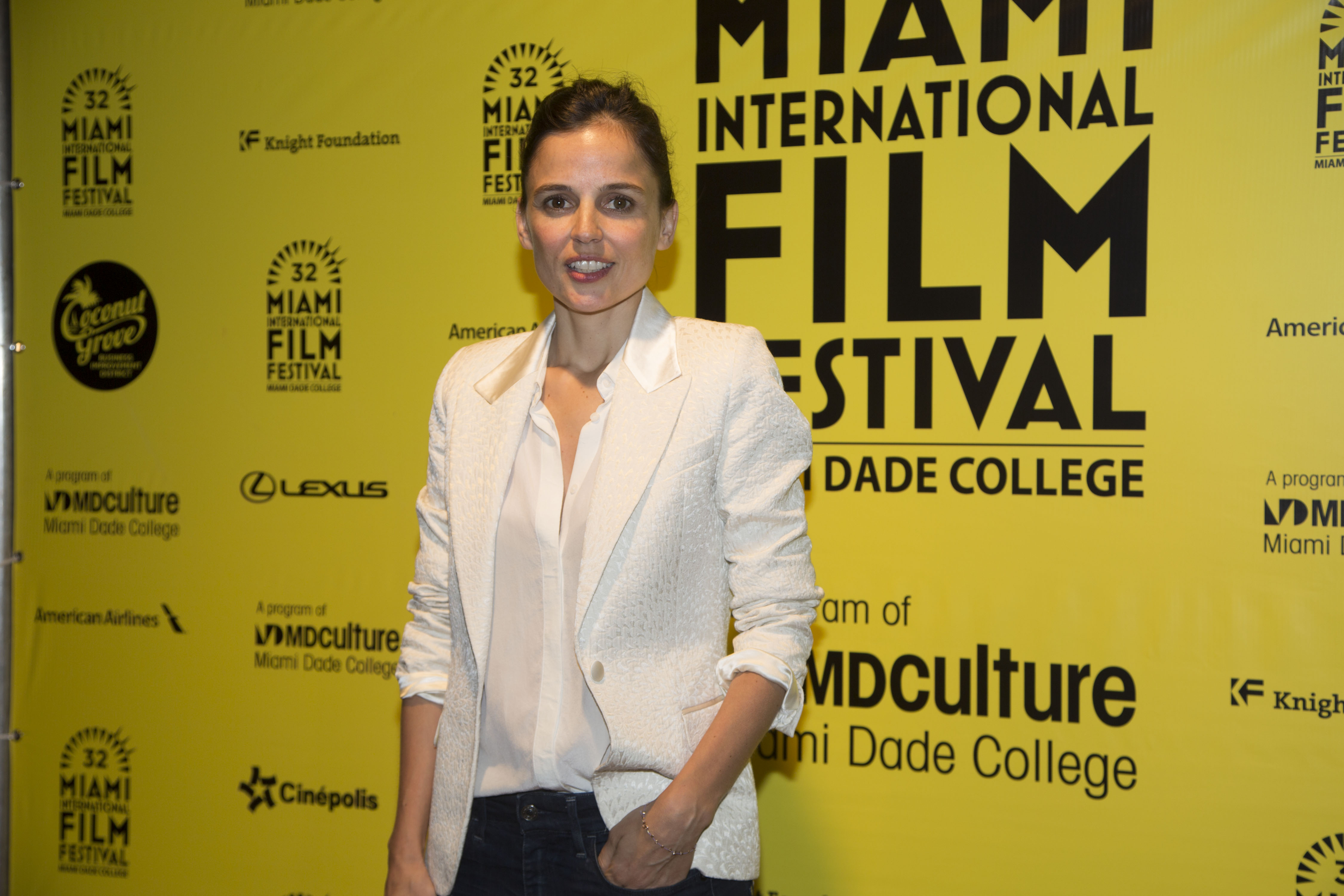
النا آنایا در جشنواره بین‌المللی فیلم میامی در سال ۲۰۱۵

## فیلم‌شناسیالنا آنایا
| سال  | نام فیلم                   | نقش              | کارگردان              | نکته                                                    |
| ---- | -------------------------- | ---------------- | --------------------- | ------------------------------------------------------- |
| ۱۹۹۶ | آفریقا                     | آفریقا           | آلفونسو اونگریا       |                                                         |
| ۱۹۹۶ | خانواده                    | لونا             | فرناندو لئون د آرانوا |                                                         |
| ۱۹۹۸ | اشک‌های سیاه                | آلیسیا           | ریکاردو فرانکو        |                                                         |
| ۱۹۹۹ | ردپاهای پاک شده            | روزا             | انریکه گابریل         |                                                         |
| ۲۰۰۰ | زمستان پری‌ها               | آدلایدا          | پدرو تله‌چئا           |                                                         |
| ۲۰۰۱ | وسوسه‌ام نکن                | پیلی             | آگوستین دیاس یانس     |                                                         |
| ۲۰۰۱ | لوسیا و سکس                | بلن              | خولیو مدم             |                                                         |
| ۲۰۰۲ | اتاق آبی                   | آنا              | والتر دونر            |                                                         |
| ۲۰۰۲ | با او حرف بزن              | آنخلا            | پدرو آلمودوار         |                                                         |
| ۲۰۰۲ | کینه                       | استر             | میگل آلبالادخو        |                                                         |
| ۲۰۰۳ | دو مرد سرسخت               | تاتیانا          | خوان مارتینز مورنو    |                                                         |
| ۲۰۰۴ | ون هلسینگ                  | آلیرا            | استیون سامرز          |                                                         |
| ۲۰۰۴ | ماهی مرده                  | میمی             | شارلی اشتادلر         |                                                         |
| ۲۰۰۵ | شکننده                     | هلن پرز          | ژاومه بالاگرو         |                                                         |
| ۲۰۰۶ | آلاتریست                   | آنخلیکا آلکسار   | آگوستین دیاس یانس     |                                                         |
| ۲۰۰۷ | وقار وحشی                  | بلانکا           | تام کالین             |                                                         |
| ۲۰۰۷ | میگل و ویلیام              | لئونور           | اینس پاریس            |                                                         |
| ۲۰۰۷ | در سرزمین زنان             | سوفیا بونیوئل    | جاناتان کاسدان        |                                                         |
| ۲۰۰۸ | فقط می‌خواهم پیاده روی کنم  | آنا              | آگوستین دیاس یانس     |                                                         |
| ۲۰۰۸ | غریزه جنایت                | سوفیا            | ژان فرانسوا ریشه      |                                                         |
| ۲۰۰۹ | ایه‌رو                      | ماریا            | گابه ایبانیز          |                                                         |
| ۲۰۰۹ | وقت قاهره                  | کاترین           | ربا ندا               |                                                         |
| ۲۰۱۰ | اتاق در رم                 | آلبا             | خولیو مدم             | برنده جایزه بهترین بازیگر زن در جشنواره فتوگراماس سیمین |
| ۲۰۱۰ | شلیک به هدف                | نادیا پیره       | فرد کاوایه            |                                                         |
| ۲۰۱۱ | پوستی که در آن زندگی می‌کنم | برا کروز         | پدرو آلمودوار         |                                                         |
| ۲۰۱۲ | پسران ابرها                | گوینده           | آلوارو لونگوریا       | فیلمی مستند که النا آنایا گوینده این فیلم است.          |
| ۲۰۱۴ | همه آنها مرده‌اند           | لوپه             | بئاتریس سانچز         |                                                         |
| ۲۰۱۵ | خاطره آب                   | آماندا           | ماتیاس بیسه           |                                                         |
| ۲۰۱۶ | نفوذی                      | گلوریا آلکاینو   | برد فرمن              |                                                         |
| ۲۰۱۶ | زیپی و زپی و جزیره کاپیتان | خانم پام         | اسکار سانتوس          |                                                         |
| ۲۰۱۷ | زن شگفت‌انگیز               | دکتر ایزابل مارو | پتی جنکینز            |                                                         |
| ۲۰۱۷ | اجلاس سران                 | کلودیا کلاین     | سانتیاگو میتره        |                                                         |
| ۲۰۲۰ | جشنواره ریفکین             | دکتر جوانا       | وودی آلن              |                                                         |
| ۲۰۲۲ | قفس                        | پائولا           | ایگناسیو تاتای        |                                                         |
| ۲۰۲۳ | سرنوشت                     | کمیسر کوستا      | خوان گالینیانس        |                                                         |